# Scarlet Aura
Scarlet Aura este o formație românească de heavy metal și muzică rock din București, România. Formația a fost inițial formată în 2014 sub numele AURA, dar mai târziu, în 2015, și-a schimbat titulatura în Scarlet Aura.  De la înființare, trupa a lansat opt albume complete, un DVD live și două EP-uri. Datorită imaginii trupei cu purtarea aripilor pe scenă, fanii au numit Scarlet Aura "Îngerii Rockului Românesc".

## Istorie
În octombrie 2013, Aura Dănciulescu (voce) și Mihai "Myke D" Dănciulescu (chitară) au părăsit trupa românească de rock Stillborn, cu care au cântat în 2011 în deschiderea show-ului Bon Jovi din București, în fața a 60k persoane, pentru a-și forma propriul proiect muzical „AURA”. Primul album înregistrat în studio s-a întitulat „The Rock Chick” și a fost lansat pe data de 20 martie 2014, la Universal Music România și conține 10 piese cântate în limba română. Albumul este o combinație de alternative, pop rock și melodic / heavy metal. Popularitatea trupei AURA a crescut rapid și, în iunie 2014, formația a câștigat selecția națională a competiției „The Road to Kavarna”, dobândind astfel dreptul de a reprezenta muzica rock românească la Kavarna Rock Fest, în Bulgaria. În iulie, AURA a câștigat primul loc și premiul publicului la „ Black Sea Battle of the Bands” din cadrul Kavarna Rock Fest.
Odată cu lansarea albumului „The Rock Chick”, AURA a câștigat din ce în ce mai multe aprecieri și invitații pentru a participa ca trupă de deschidere la numeroase concerte de metal din România. În decembrie 2015, trupa și-a anunțat noul nume „Scarlet Aura”. Anunțul a fost făcut în timpul show-ului cu care au deschis concertul din Bulgaria al trupei Accept. Formația a început să lucreze la cel de-al doilea album, pe care l-a lansat în 2016 sub numele „Falling Sky”, la casa de discuri Pure Rock Records.. „Falling Sky” este primul album în limba engleză al formației Scarlet Aura și este caracterizat de un sound rock mult mai agresiv, fiind produs de Roy Z. Cu acest album, trupa a pătruns pe scenele internaționale și s-a alăturat Tarjai Turunen în turneul „Shadow Shows Tour 2016”, ca trupă de deschidere, cu nouă concerte în Germania, Austria și Elveția.
Turneul „Falling Sky” a continuat și în 2017 și a readus trupa în Germania cu primele concerte solo. De-a lungul turneului, Scarlet Aura a cântat la festivaluri din zona Europei de Est, printre care Festivalul Rock Midalidare din Bulgaria, din iunie 2017, alături de Doro și Gotthard.
De acolo, povestea formației a continuat cu noi contracte de management și înregistrări: contractul pentru un nou album din iunie 2017 cu compania finlandeză Outlanders Productions a adus formația românească și muzica lor mai aproape de vestul și nordul Europei și astfel primul material a fost lansat foarte curând. CD-ul cu cover-uri tribut „Memories” ce include reinterpretări a 11 melodii clasice de rock și metal, în propriul stil unic, a ieșit pe piață în septembrie 2017 împreună cu single-ul „The Beast Within Me”. În a doua jumătate a anului 2017, trupa a pornit în turneul „The Beast Within Me”, primul său turneu în calitate de formație principală, ce a inclus 17 concerte în Bulgaria, România, Germania, Slovacia și Italia. Formația a încheiat turneul cântând în deschiderea concertului „DIO RETURNS” de la Arenele Romane din București.
În februarie și martie 2018, Scarlet Aura a susținut show-uri în toată Europa ca trupă de deschidere pentru Rhapsody Reunion în turneul lor numit 20th Anniversary Farewell Tour. În cele 24 de show-uri susținute, formația a prezentat piese de pe albumele „Falling Sky” și „Memories." Turneul a primit sprijin din partea Wacken Foundation.
În martie 2018 a fost anunțat că Scarlet Aura se va alătura trupei braziliene de power metal Angra (band) ca invitați speciali pentru turneul lor din America de Nord, cu 31 de show-uri pentru promovarea celui de al patrulea album al formației - „Hot'n'Heavy”. Scarlet Aura a plecat din nou ca formație principală în turneu în Europa (Ucraina, Rusia și Țările Baltice), în septembrie 2018. Acest turneu a fost urmat de 26 de concerte în China, în perioada noiembrie - decembrie 2018, pentru a face și mai cunoscute piesele de pe albumul „Hot’n’Heavy”. Materialul a fost lansat în format digital în septembrie 2018 și fizic (digipak și LP double gatefold) în martie 2019. Albumul a marcat o nouă direcție pentru trupă, cu influențe de simfonic și power metal până la heavy metal, toate încapsulate în sunetul unic și viziunea trupei Scarlet Aura. Cu acest album, trupa a adus un sound mai robust și versuri mai întunecate și mai profunde, prin care se vorbește depre găsirea propriului sens, despre a fi tu însuți și despre a îndrăzni să fii diferit și fără teamă, deoarece nimeni nu va fi niciodată singur prin muzică; tot în prim planul tematic este și dreptul de a lupta pentru ceea ce crezi și pentru dragoste, prietenie și muzică. 
În același timp, trupa Scarlet Aura pregătește o nouă etapă în istoria formațiilor metalice: au început prima parte a unei trilogii conceptuale întitulată „The Book of Scarlet”, alcătuită din trei albume ce însoțesc câteva cărți fantastice însoțitoare. Cărțile sunt scrise de Aura Dănciulescu și îmbină versurile melodiilor din albume cu povestea unui personaj numit ,,Scarlet”, care, pe parcursul albumului, atrage publicul în lumea extraordinară a formației Scarlet Aura. Prima carte din trilogia care a apărut împreună cu Hot'n'Heavy s-a numit Book of Scarlet - Ignition. Albumul a fost foarte bine primit de către critici, remarcându-se cu notele 9,5/10 și 9/10, motiv pentru care trupa a apărut în numeroase publicații precum Legacy, Break Out , Orkus!  dar și alte reviste.
În 2019, Scarlet Aura s-a focusat în principal pe scrierea de materiale noi și pe pregătirea celui de-al cincilea album realizat în studio, întitula „Stormbreaker”. Acesta a fost lansat pe 27 martie 2020 și este al doilea album din trilogie. Primul single „High In The Sky” a fost lansat în august 2019 și a expus stilul, sunetul și direcția formației pentru viitorul album. Atât single-ul cât și albumul au fost lansate prin intermediul  Silver City Records - casa de discuri a trupei. Al doilea volum al trilogiei „The Book of Scarlet – Scarlets United” este programat să fie publicat înainte de sfârșitul anului 2021.
În septembrie 2019, Scarlet Aura a făcut turnee alături de SOTO cu spectacole în Marea Britanie, Olanda, Belgia, Suedia, Danemarca și Germania.
În decembrie 2019 s-a anunțat că formația Scarlet Aura se va alătura trupelor Visions of Atlantis, Edenbridge and Leecher ca support act în 15 show-uri europene în luna aprilie 2020, pentru a promova lansarea albumului „Stormbreaker”. În februarie 2020, trupa a fost confirmată ca invitat special pentru turneulPrimal Fear și Freedom Call programat pentru septembrie-octombrie 2020. Turneul cu Primal Fear a fost reprogramat pentru septembrie 2021 și ianuarie-februarie 2022. Din cauza unor motive de sănătate, Primal Feer a anulat întregul turneu. 
În iulie 2020, Scarlet Aura, în asociere cu Silver City Records, a anunțat semnarea acordului global de distribuție digitală cu Universal Music pentru următorul album, programat pentru 2021.
Primul single "Raw Power" de pe următorul album a fost lansat pe 16.10.2020.
Pentru a marca cea de-a 5-a aniversare a albumului  „Falling Sky”, Scarlet Aura a reînregistrat, remixat și readaptat piesele, într-o ediție specială denumită „Fallings Sky - 5th Anniversary”, care a fost lansată pe 16 aprilie 2021 prin Universal Music & Silver City Records.
Pe 7 mai a fost publicat titlul și data de lansare a următorului album - „Genesis of Time". Pe data de 10 septembrie 2021 acesta este lansat prin intermediul Universal Music și Silver City Records, devenind astfel ultima parte din trilogia „The Book of Scarlet".
Pe 26 noiembrie 2021, formația a lansat cel de-al doilea single de Crăciun – un cover heavy metal al melodiei „Rockin' Around the Christmas Tree", continuând astfel traditia pe care au început-o în 2020, cu primul cover heavy metal al melodiei „Jingle Bell Rock". Tot în această zi, formația Scarlet Aura s-a alăturat agenției internaționale de booking „Nine Lives Entertainment". 
În 22 aprilie 2022, trupa a lansat albumul cu acustică dublă „Under My Skin" prin intermediul Universal Music și Silver City Records. Primul single „Ya Svoboden / I Am Free" pe care formația l-a compus într-un „apel universal pentru pace și unitate” a fost lansat pe 28 februarie 2022. În ziua lansării albumului a fost prezentat și cel de-al doilea single „Glimpse in the Mirror". 
Pe 25 octombrie, Scarlet Aura a prezentat noul spectacol live "Rock United by Scarlet Aura", în care ca invitați speciali au apărut Doro și Ralf Scheepers din Primal Fear.
Păstrând tradiția din anii anteriori, în noiembrie 2022 a fost lansată a treia acoperire de Crăciun în stil metal "Feliz Navidad".
Pe 8 februarie 2023, trupa a anunțat noul single "Fire All Weapons" cu Ralf Scheepers care va fi lansat pe 24 februarie 2023.
Pe 24 martie, single-ul "Rock în sânge și voință" a fost lansat, urmat de lansarea albumului omonim pe 5 mai. "Rock în sânge și voință" a inclus 11 piese, toate scrise integral în limba română, demonstrând rădăcinile muzicale și patrimoniul cultural al trupei.
Pe 24 noiembrie, trupa a lansat un cover de Crăciun în stilul heavy metal tradițional, de data aceasta interpretând piesa lui Mariah Carey "All I Want for Christmas is You".
În martie 2024, Scarlet Aura a anunțat viitorul album "Rock-Stravaganza" și a lansat single-ul "Ochii Care Nu Se Văd", marcând un nou capitol în parcursul lor muzical. Albumul "Rock-Stravaganza" a fost lansat oficial în iunie 2024, consolidându-le prezența în scena heavy metal.
La sfârșitul anului 2024, Scarlet Aura a anunțat "Rock Your Christmas Tour", o serie inovatoare de concerte programate să aibă loc în biserici fortificate și monumente istorice din România, inclusiv în județele Sibiu, Cluj, Brașov și Timiș. Acest turneu își propune să îmbine energia muzicii rock cu atmosfera festivă a sezonului de sărbători, oferind publicului o experiență unică în care tradiția întâlnește modernitatea.
Turneul este programat să înceapă pe 7 decembrie 2024, la biserica fortificată din Cincșor, județul Brașov, și va include un concert pe 13 decembrie 2024, la Muzeul Corneliu Miklosi din Timișoara. Aceste concerte sunt concepute pentru a transforma situri istorice în sanctuare ale muzicii, oferind o experiență imersivă care celebrează atât patrimoniul cultural, cât și rock-ul contemporan. 
Prin integrarea colindelor tradiționale reinterpretate în stilul lor rock distinctiv, Scarlet Aura continuă să depășească limitele genului, creând experiențe memorabile care rezonează cu diverse audiențe.

## Discografie
Albume de studio
- 2014: The Rock Chick (Universal Music Romania )

- 2016: Falling Sky (Pure Rock Records)
- 2017: Memories (Outlanders Productions)
- 2021: Falling Sky – 5th Anniversary (Universal Music Romania / Silver City Records)
- 2022: Under My Skin (Universal Music Romania / Silver City Records)
- The Book of Scarlet Trilogy:
  - 2019: Hot'n'Heavy (Silver City Records)
  - 2020: Stormbreaker (Silver City Records)
  - 2021: Genesis of Time  (Universal Music Romania / Silver City Records)
- 2022: Under My Skin (2CD) (Universal Music Romania / Silver City Records)
- 2023: Rock în Sânge și Voință (Universal Music Romania / Silver City Records)
- 2024: Rock-Stravaganza (Universal Music Romania / Silver City Records)

EPs
- 2017: The Beast Within Me (Outlanders Productions)
- 2019: High in the Sky (Silver City Records)

Albume live (CD/DVD)
- 2018: Scarlet Aura - live in concert (Outlanders Productions)

Single-uri de Crăciun:
2020: Jingle Bell Rock (Universal Music Romania / Silver City Records)
2021: Rockin' Around Christmas Tree (Universal Music Romania / Silver City Records)
2022: Feliz Navidad (Universal Music Romania / Silver City Records)
2023: All I Want for Christmas is You  (Universal Music Romania / Silver City Records)

## Cărți
- The Book of Scarlet Trilogy:
  - The Book of Scarlet vol.I – Ignition (2018. Second edition: 2019). ISBN 978-3964439796. 170p
  - The Book of Scarlet vol.II – Scarlets United (2021). ISBN 978-6060670247. 130 p

## Premii
| An   | Eveniment                    | Categorie                     | Rezultat |
| ---- | ---------------------------- | ----------------------------- | -------- |
| 2014 | Road to Kavarna (România)    | Finală                        | Câștigat |
| 2014 | Kavarna Rock Fest (Bulgaria) | Black sea Battle of the bands | Câștigat |

## Clasamente
„High In The Sky” a ajuns pe locul 1 în categoriile „Metal” și „Rock” și pe locul 8 la „Toate Categoriile” in topul iTunes România din 27 Mai 2020.
Albumul „Stormbreaker” a fost numărul 1 în secțiunile „Metal” și „Rock” și a ocupat locul 2 „Toate Categoriile” în topul iTunes România din 27 Mai 2020.